# 劉裕 (十六國)
劉裕（？—310年），中国五胡十六国漢國皇族。新兴（今山西省忻州）匈奴人。劉淵子。

## 生平
309年，封为齐王，310年，父亲刘渊临终，委任为大司徒。和鲁王刘隆、北海王刘乂并称三王。总领强兵在内，为宗正呼延攸猜忌。太子刘和即位，猜忌刘裕，听信呼延攸陷害，呼延攸攻杀了他。

## 资料来源
- 《资治通鉴》晋纪九